# Phygadeuon habermehli
Phygadeuon habermehli là một loài tò vò trong họ Ichneumonidae.